# الامادا، کوتاباتو
الامادا، کوتاباتو (به لاتین: Alamada, Cotabato) یک سکونتگاه مسکونی در فیلیپین است که در کوتاباتو واقع شده‌است.

## خصوصیات
الامادا ۷۸۷٫۵۰ کیلومترمربع مساحت و ۵۵٬۸۶۵ نفر جمعیت دارد.